# Padang Dalom
Padang Dalom is een bestuurslaag in het regentschap Lampung Barat van de provincie Lampung, Indonesië. Padang Dalom telt 1300 inwoners (volkstelling 2010).